# 斎藤利宗
斎藤 利宗（さいとう としむね）は、安土桃山時代から江戸時代にかけての武将。のち江戸幕府旗本。斎藤利三の三男。春日局は妹。加藤十六将の一人に数えられる。

## 生涯
初め、父利三と共に明智光秀に仕え、天正3年（1575年）からの八上城攻めで軍功を立てた。天正10年（1582年）、山崎の戦いで兄の利康と共に羽柴秀吉軍の先鋒の高山右近と戦うが敗れ降伏し、剃髪して立本と号した。
戦後、細川忠興に御預けとなった。間もなく秀吉に罪を許され、小牧・長久手の戦いに出陣し、騎馬で馳せ付け軍功を立てた。その後、還俗して加藤清正に仕え、肥後に5000石の知行を与えられた。慶長16年（1611年）に清正が亡くなると加藤家を出奔し、妹の春日局の口利きで寛永6年（1629年）に第3代将軍徳川家光に拝謁し、常陸国真壁に5000石を知行する大身旗本となった。
寛永11年（1634年）から寛永15年（1638年）まで春日局の要請で大甥の稲葉正則（春日局の孫）の後見人となり、稲葉家の家督を継がせることに助力した。
正保4年（1647年）に死去。享年81。斎藤利明に嫁いだ娘との間の孫であった利意を養子とした。利意はのちに、利宗の子であった町野幸長（幸宣）の子の斎藤利有を養嗣子とした。